# Love Hurts
«Love Hurts» — пісня, яку написав американський пісняр Будло Брайант. Вперше її записав дует «The Everly Brothers» у липні 1960 року, ця пісня найвідоміша завдяки кавер-версіям — міжнародному хіту 1974 року шотландського хард-рок-гурту «Nazareth» і хіту 1975 року у Великій Британії англійського співака Джима Капальді.

## Історія
Пісню представили у жовтні 1960 року як трек альбому «Date with The Everly Brothers» дуету «The Everly Brothers», але так і не вийшов як сингл (сторона A або сторона B). Хоча планувався реліз синглу, але його скасували через конфлікт дуету з їхнім менеджером та видавцем Веслі Роузом. Після того як конфлікт увладнали у 1964 році, дует перезаписав пісню для ще одного свого альбому «Rock 'n' Soul» 1965 року.
Перша хітова версія пісні належить Рою Орбісону, який отримав успіх на австралійському радіо, потрапивши до п'ятірки найкращих синглів чарту у 1961 році.
Запис пісні у виконанні Еммілу Гарріс і Грема Парсонса було включено до посмертного альбому Парсонса «Grievous Angel». Після смерті Парсонса у 1973 році Гарріс зробила цю пісню основою свого репертуару і включила її в сет-листи своїх концертів з 1970-х дотепер. Відтоді Харріс двічі перезаписувала пісню.
Гурт «The Who» виконували цю пісню під час свого туру по США 1967 року.
Найуспішніший запис «Love Hurts» належить шотландському хард-рок-гурту «Nazareth», який у 1975 році вивів пісню в десятку найкращих у чартах США, також пісня посіла перше місце в Норвегії та Нідерландах.
У Великій Британії найуспішніша версія пісні належить колишньому учаснику гурту «Traffic» Джиму Капальді, який підійняв її на 4-е місце у чартах в листопаді 1975 року за 11 тижнів.
Пісню також виконала Шер у 1975 році для альбому «Stars», потім вона перезаписала пісню для однойменного альбому 1991 року.
Дженніфер Ворнс випустила версію пісні для свого однойменного альбому 1976 року.
Джоан Джетт записала версію пісні до свого альбому «The Hit List» 1990 року, який був збіркою каверів.
Гурт «Heart» включив живе виконання пісні до свого концертного альбому «The Road Home» 1995 року та у концертне відео на VHS того ж року, а потім до його перевидання на DVD 2003 року. Род Стюарт записав цю пісню у 2006 році для свого альбому «Still the Same… Great Rock Classics of Our Time», який посів перше місце у чарті «Billboard 200». Джазовий гітарист Джуліан Лаге виконав пісню для свого однойменного альбому 2019 року.
Версія «Love Hurts» у стилі блюграс з'явилася у фільмі «Дедпул 2» під час сцени спроби самогубства головного героя після смерті Ванесси. Цю версію вперше записали брати Озборн для їнього релізу 1977 року, «From Rocky Top to Muddy Bottom: The Songs of Boudleaux & Felice Bryant».
Мексиканський гурт «Yndio» переспівав пісню іспанською мовою під назвою «Herida de amor» («Рана кохання») у 1976 році.

## Версія Роя Орбісона
Рой Орбісон зробив кавер на «Love Hurts» у 1961 році і випустив його як сторону-Б синглу «Running Scared». У той час, як пісня «Running Scared» стала міжнародним хітом, то «Love Hurts» мала успіх переважно на радіо в Австралії. «Running Scared» і «Love Hurts» випускалися в Австралії як подвійна сторона-A, обидві сторони досягли 5 місця у чартах цієї країни. Запис Орбісона «Love Hurts» став першою версією, яка стала хітом.

### Чарти
| Чарт (1961) | Позиція |
| ----------- | ------- |
| Австралія   | 5       |

## Версія «Nazareth»
Версію «Nazareth» Шер виконала як рок-баладу і вона є найпопулярнішою версією пісні та єдиним виконанням «Love Hurts», яке стало хітом у Сполучених Штатах, посівши 8-е місце у «Billboard Hot 100» на початку 1976 року. А сам журнал «Billboard» поставив її на 23 місце у 1976 році. As part of the «Hot Tracks (EP)» it also reached No. 15 in the UK in 1977. Як трек мініальбому «Hot Tracks» пісня також досягла 15-го місця у Великій Британії у 1977 році. Версія «Nazareth» стала міжнародним хітом, посівши перше місце у чартах Канади, Нідерландів, Бельгії, Південної Африки та Норвегії. Сингл «Nazareth» був настільки успішним у Норвегії, що 61 тиждень перебував у місцевих чартах (VG-lista Top 10), включаючи 14 тижнів на першому місці, що зробило його найкращим синглом усіх часів у цій країні.
Пізніший запис «Nazareth» за участю Мюнхенського філармонічного оркестру посів 89-е місце в Німеччині.
Текст пісні змінили для запису «Nazareth» 1975 року, де вихідну фразу «любов подібна печі / вона обпалює тебе, коли жарко» змінили на «любов подібна полум'ю / вона обпалює тебе, коли жарко».
Співачка Шер переспіла цю версію для свого однойменного альбому 1991 року.

### Медіа
Пісня використовувалася у рекламі компанії «Esurance», і у серії рекламних роликів компанії «Zurich».
У фільмі «Хелловін 2» кавер пісні виконав Нен Вернон.
Пісню використано у низці відеоігор і фільмів, зокрема: «Клік», «The Doors», «Світ Вейна», «Джозі і кішечки», «Сід і Ненсі», «Це — Spinal Tap», «Пустоголові», «Неймовірні пригоди Білла та Теда», «Чувак, де моя машина?», «Магазин „Імперія“», «Фанатик», «Під кайфом і в сум'ятті», «Рок-зірка», «Голий барабанщик», «Чоловічий стриптиз», «Наполеон Динаміт», «Мавпяча кістка», «Ідіократія», «Швидкість», «Смертельна зброя 4», «Наскрізні поранення», «Шалений Макс: Дорога гніву», «Guitar Hero II», «Rock Band 3», «Роги і копита», «Роги і копита (фільм)», «Хелловін», «Детройт — місто року», «Курча Ціпа», і «Історія іграшок 3».

### Чарти і сертифікації

#### Тижневі чарти
| Чарт (1975—1977)                          | Позиція |
| ----------------------------------------- | ------- |
| Австралія (Kent Music Report)             | 8       |
| Австрія (Ö3 Austria Top 75)               | 11      |
| Бельгія (Ultratop Flanders)               | 1       |
| Бельгія (Ultratop Wallonia)               | 28      |
| Canada Top Singles (RPM)                  | 1       |
| Німеччина (Media Control AG)              | 30      |
| Нідерланди (Mega Single Top 100)          | 1       |
| Нова Зеландія (RIANZ)                     | 4       |
| Норвегія (VG-lista)                       | 1       |
| Південна Африка (Springbok Radio)         | 1       |
| Швеція (Sverigetopplistan)                | 6       |
| Велика Британія (Official Charts Company) | 41      |
| США (Billboard Hot 100)                   | 8       |

#### Підсумкові чарти року
| Чарт (1975)                                   | Позиція |
| --------------------------------------------- | ------- |
| Південна Африка (South African Singles Chart) | 3       |

| Чарт (1976)                   | Позиція |
| ----------------------------- | ------- |
| Австралія (Kent Music Report) | 45      |
| Бельгія (BRT Top 30)          | 10      |
| Канада (RPM Top 200 Singles)  | 14      |
| Нідерланди (Dutch Top 40)     | 3       |
| США (Billboard Hot 100)       | 23      |

#### Чарти за всі часи
| Чарт     | Позиція |
| -------- | ------- |
| Норвегія | 1       |

#### Сертифікації
| Регіон                                                                                          | Сертифікація | Продажі    |
| ----------------------------------------------------------------------------------------------- | ------------ | ---------- |
| Бразилія (ABPD)                                                                                 | Золотий      | 100 000*   |
| Канада (Music Canada)                                                                           | Платиновий   | 150 000^   |
| США (RIAA)                                                                                      | Золотий      | 1 000 000^ |
| *продажі, що базуються лише на сертифікаціях ^відвантаження, що базуються лише на сертифікаціях |              |            |

## Версія Джима Капальді
Джим Капальді досяг 4-го місця в британських чартах зі своєю інтерпретацією «Love Hurts» у листопаді 1975 року, що було найвищим показником серед інший версій пісні у Великій Британії. Цю версію описав журнал «Rolling Stone» як «почуття болю, дуже відмінне від почуття Роя Орбісона». Сингл також потрапив у чарти США, Німеччини та Швеції.

### Чарти
| Чарт (1975–76)                | Позиція |
| ----------------------------- | ------- |
| Австралія (Kent Music Report) | 6       |
| Канада (RPM Top Singles)      | 15      |
| Західна Німеччина             | 42      |
| Ірландія (IRMA)               | 8       |
| Південна Африка (Springbok)   | 13      |
| Швеція                        | 16      |
| Велика Британія               | 4       |
| США                           | 97      |

(«Love Hurts» також посіла 137 місце в канадському топ-200 1976 року)

## Версія Шер
Американська співачка Шер записала свою першу версію пісні 1975 року для альбому «Stars», але не випустила її як сингл. Пізніше 1991 року вона записала другу версію пісні для свого однойменного альбому. Ця версія була кавером на «Love Hurts» у виконані "Nazareth. Сингл став другорядним хітом у Великій Британії у грудні 1991 року.

### Трек-лист
- Європейський 7-дюймовий і касетний сингл

1. «Love Hurts» — 4:19
2. «One Small Step» — 3:27

- Європейський 12-дюймовий і CD сингл

1. «Love Hurts» — 4:19
2. «One Small Step» — 3:27
3. «Just Like Jesse James» — 4:06

### Чарти
| Чарт (1991)                        | Позиція |
| ---------------------------------- | ------- |
| Велика Британія (UK Singles Chart) | 43      |